# Ryan Reser
Ryan Reser (Denver, 16 de abril de 1980) es un deportista estadounidense que compitió en judo. Ganó una medalla de oro en los Juegos Panamericanos de 2007, y dos medallas de oro en el Campeonato Panamericano de Judo en los años 2005 y 2007.
Participó en los Juegos Olímpicos de Pekín 2008, donde finalizó vigésimo primero en la categoría de –73 kg.

## Palmarés internacional
| Juegos Panamericanos    | Juegos Panamericanos    | Juegos Panamericanos | Juegos Panamericanos |
| Año                     | Lugar                   | Medalla              | Categoría            |
| ----------------------- | ----------------------- | -------------------- | -------------------- |
| 2007                    | Río de Janeiro (Brasil) | Medalla de oro       | –73 kg               |
| Campeonato Panamericano |                         |                      |                      |
| Año                     | Lugar                   | Medalla              | Categoría            |
| 2005                    | Caguas (Puerto Rico)    | Medalla de oro       | –73 kg               |
| 2007                    | Montreal (Canadá)       | Medalla de oro       | –73 kg               |